# Баггесен, Маркус
Маркус Баггесен (дат. Marcus Baggesen; род. 17 июля 2003, Йёрринг, Северная Ютландия) — датский футболист, защитник шведского «Норрчёпинг».

## Клубная карьера
Начал заниматься футболом в клубе «Веннсюссель», откуда летом 2020 года перешёл в «Силькеборг», где выступал за молодёжные команды клуба. 28 января 2023 года перешёл в шведский «Норрчёпинг», с которым подписал контракт, рассчитанный на четыре года. Впервые за новый клуб сыграл 19 февраля в матче группового этапа кубка Швеции с ГАИС. 2 апреля во встрече первого тура нового сезона с «Сириусом» дебютировал в чемпионате Швеции, появившись на поле в стартовом составе.

## Клубная статистика
| Выступление      | Выступление      | Выступление      | Лига | Лига | Кубки | Кубки | Конт. кубки | Конт. кубки | Итого | Итого |
| Клуб             | Лига             | Сезон            | Игры | Голы | Игры  | Голы  | Игры        | Голы        | Игры  | Голы  |
| ---------------- | ---------------- | ---------------- | ---- | ---- | ----- | ----- | ----------- | ----------- | ----- | ----- |
| Норрчёпинг       | Алльсвенскан     | 2023             | 1    | 0    | 1     | 0     | 0           | 0           | 2     | 0     |
| Норрчёпинг       | Итого            | Итого            | 1    | 0    | 1     | 0     | 0           | 0           | 2     | 0     |
| Всего за карьеру | Всего за карьеру | Всего за карьеру | 1    | 0    | 1     | 0     | 0           | 0           | 2     | 0     |